# Lažany (Skuteč)
Lažany jsou vesnice, část města Skuteč v okrese Chrudim. Leží v katastrálním území Lažany u Skutče o rozloze 1,79 km2, asi 2 km na jihovýchod od Skutče. V roce 2001 zde trvale žilo 106 obyvatel. V Lažanech se nachází kostel Svatého Václava, původně románský, se zachovalými románskými prvky ve věži i presbytáři. Je obehnán obrannou zdí s bránou a barokní sochou Sv. Václava nad portálem zabudovaném v této fortifikaci. Sloužil též jako rodová hrobka Berků z Dubé, majitelů blízkého hradu Rychmburka. Výrazné kamenné náhrobky jsou dosud dobře patrné zejména v hlavní lodi chrámu. Větší opravy kostela prováděl v letech 1877 a 1885 skutečský stavitel Karel Fiala. Následovaly opravy v letech 1921 – 1924.
Poblíž obce je rybník Spálivec, do něhož byl vržen popel Podlažického opata, upáleného zde husitskými vojsky, po vyvrácení Podlažického kláštera. Husité poté obléhali sousední hrad Rychmburk, avšak tam se jim posádka vzdala bez jediné oběti, za volný odchod. V roce 2009 zde bylo evidováno 49 adres.
Lažany prochází silnice II/358 a pramení zde Anenský potok.

## Pamětihodnosti
- Kostel svatého Václava